# 埼玉県立草加東高等学校
埼玉県立草加東高等学校（さいたまけんりつ そうかひがしこうとうがっこう）は、埼玉県草加市にある県立高等学校。

## 概要
周辺に大きな商業施設はないが、そうか公園に隣接した田畑が広がる場所にある。
2年次から文系・理系に分かれる。3年次は進路に合わせて科目を選択する。毎朝8時30分から15分間の朝学習の時間を設定しており、全校生徒が自主学習に取り組んでいる。
進路は専門学校へ4 - 5割、大学へ3 - 4割が進学している。

## 設置学科
- 全日制課程　普通科

## 沿革
- 1980年4月 - 開校
- 1981年3月 - 普通教室棟・重層体育館竣工
- 1981年12月 - 特別教室棟・生徒ホール棟・部室棟竣工
- 1985年6月 - プール竣工

## 校訓
- 望みを抱いて喜び艱難に耐える

## スクールキャラクター
- カロ。生徒からの公募によって作成された。

## 学校行事
体育祭・文化祭（東輝祭）・スポーツ大会・マラソン大会・修学旅行などがある。
11月のマラソン大会は江戸川土手を三郷から東京都県境までの往復コースで、11 - 13km走る。

スポーツ大会は、2日間にわたって様々な球技が行われる。

## 部活動
- 硬式野球部・サッカー部・ラグビーフットボール部・陸上競技部・卓球部・バレーボール部・バスケットボール部・剣道部・硬式テニス部・バドミントン部・水泳部・空手道部・弓道部・ダンス部・吹奏楽部・演劇部・書道部・家庭科部・茶道部・JRC部・ESS部・美術部・放送部・コンピュータ部・漫画研究部・フラワーデザイン部・ 軽音楽部

## 交通
駅から少し距離があるため自転車通学が多い。
- 越谷レイクタウン駅より徒歩20分。
- 新越谷駅東口か南越谷駅南口より朝日自動車「越谷南体育館」行きか「越谷南体育館経由ハートフルクリニック」行きに乗車し、「川柳町四丁目」下車、徒歩13分。平日朝のみ「草加東高校」行きがある。

## 著名な卒業生
- 益若つばさ（モデル・タレント）